# Melchor Sánchez Pérez
Melchior od svatého Augustina, O.A.R., rodným jménem Melchor Sánchez Pérez (1599, Granada – 11. prosince 1632, Nagasaki) byl španělský římskokatolický kněz a řeholník Řádu augustiniánů rekoletů, umučený v Tokugawském šógunátu, kam dorazil jako misionář. Katolická církev jej uctívá jako blahoslaveného mučedníka.

## Život
Narodil se roku 1599 v Granadě. V deseti letech ztratil své rodiče. V devatenácti letech vstoupil do kláštera Řádu augustiniánů rekoletů v Granadě. Roku 1621 odcestoval spolu s dvaceti třemi řeholníky svého řádu jako misionář na Filipíny. Poté vykonával svůj apoštolát na Mindanau a v Manile.
4. srpna 1632 se společně s bratrem Martinem od svatého Mikuláše vydal z Manily lodí do Japonska. Jeden z čínských obchodníků, kteří je přivezli do Japonska, ohlásil jejich příjezd guvernérovi Nagasaki, což oba misionáře donutilo uchýlit se do hor, kde je ubytoval dominikán sv. Domenico Ibáñez de Erquicia a seznámil je s místním jazykem a kulturou.
Po příchodu do Nagasaki byli 3. listopadu 1632 rozpoznáni a zatčeni. Místní guvernér se je pokusil přimět k odřeknutí se křesťanství, a když odmítli, odsoudil jej a jeho společníka k smrti. Byl upálen na hranici spolu s ním 11. prosince 1632 v Nagasaki po čtyřech hodinách mučení.

## Úcta
Beatifikační proces jeho a jeho společníka Martina od svatého Mikuláše započal dne 11. února 1928, čímž obdržel titul služebník Boží. Dne 28. listopadu 1988 podepsal papež sv. Jan Pavel II. dekret o jejich mučednictví.
Blahořečeni pak byli společně dne 23. dubna 1989 na Svatopetrském náměstí papežem sv. Janem Pavlem II.
Jeho památka je připomínána 11. prosince. Bývá zobrazován v řeholním oděvu.